# Balderich von Friaul
Balderich von Friaul war ein fränkischer Großer, der von 819 bis 828 Markgraf von Friaul war. Er wird in manchen Quellen auch als dux Foroiuliensis (friaulischer Herzog) bezeichnet, wobei sich diese Bezeichnung zu karolingischer Zeit lediglich auf den zeitweiligen militärischen Führer bezog und nicht etwa schon die spätere Bedeutung territorialer Herrschaft hatte.

## Heerführer in Jütland
Balderich ist erstmals urkundlich fassbar im Jahre 815, als er als legatus imperatoris (Gesandter des Kaisers) ein von Kaiser Ludwig dem Frommen zur Unterstützung des dänischen Wikingerfürsten Harald Klak entsandtes Heer von Sachsen und Abodriten über die Eider nach Jütland führte, dort plünderte und brandschatzte und Harald dadurch kurzfristig wieder zur Herrschaft über einen Teil Südjütlands um Haithabu verhalf.

## Markgraf von Friaul
Im Jahre 819 wurde Balderich Nachfolger des verstorbenen Markgrafen Kadaloch in der Mark Friaul, die unter Karl dem Großen 774 zu einer Mark des Frankenreichs geworden war und seit 776 durch vom Kaiser eingesetzte Markgrafen fränkischer, alemannischer oder burgundischer Herkunft verwaltet wurde.

### Kampf gegen Ljudevit
Schon in seinem ersten Amtsjahr in Friaul befand er sich im Krieg mit Ljudevit, dem slawischen Fürsten von Posavina, der sich von 819 bis 823 gegen die fränkische Oberhoheit auflehnte, der aber schließlich von Balderich mit Hilfe slawischer Verbündeter besiegt wurde. Ljudevit und die Bevölkerung von Pannonien and Karantanien hatten unter dem als besonders grausam geltenden Markgrafen Kadaloch sehr gelitten, und Ljudevit hatte deswegen schon 818, allerdings vergeblich, bei Kaiser Ludwig dem Frommen Klage geführt. Kadaloch hatte sich, wie andere Grafen und Markgrafen auch, nach dem Tod Karls des Großen zunehmend verselbständigt und sich immer mehr in die inneren Angelegenheiten der von ihren eigenen Stammesfürsten regierten Karantanen und Posavier eingemischt und dabei brutale Methoden angewandt.  Als sich Ljudevit 819 zum Aufstand erhob, schlossen sich ihm Teile der Karantanen und die Timotschaner (Timočani) an. Gegen ihn stand sein Onkel, der dalmatinische Fürst Borna, der die Franken unterstützte, weil er sie als Rückhalt gegen Byzanz benötigte und weil sie ihm eine Ausweitung seines Herrschaftsgebiets versprachen. Gemeinsam mit Ljutevits Schwiegervater Dragomuz fiel er 819 auf Drängen Balderichs von Südosten her in Posavien ein.  An der Kupa kam es zur von Ljudevit gewonnenen Schlacht, in der Dragmuz fiel und Borna nur mit Mühe entkam. Daraufhin brach Ljudevit im Dezember 819 in das dalmatinische Küstengebiet ein, wo sein Heer durch Bornas hinhaltende Taktik und den einbrechenden strengen Winter erschöpft und schließlich zum Rückzug gezwungen wurde.
Im Januar 820 reiste Borna nach Aachen, wo er ein Bündnis mit Kaiser Ludwig schloss und wo die Entsendung von drei Heeren gegen Ljudevit beschlossen wurde, die jeweils von Balderich, dem Markgrafen Gerold und Borna angeführt werden sollten. Als die Invasionstruppen 820 in Posavien erschienen, vermieden Ljudevits Leute gegen diese Übermacht eine offen Feldschlacht und zogen sich auf ihre Gebirgsfestungen zurück. Die fränkischen Truppen wie auch die Bornas verwüsteten das Land und traten danach den Rückmarsch an. In Anbetracht der offenkundigen Überlegenheit und Zerstörungslust der Franken ergab sich der aufständische Teil der Karantanen an Balderich. Im Sommer 821 verwüsteten drei Invasionsheere erneut das Land der Posavier, die wiederum die Entscheidungsschlacht vermieden. Borna fiel jedoch im Kampf um eine der posavischen Festungen.
Erst als 822 ein noch stärkeres Aufgebot von Norditalien aus vorrückte, geführt wohl wiederum von Balderich, musste Ljudevit die Eroberung seiner befestigten Plätze fürchten. Anfang 823 floh er nach Dalmatien, wo er – in Unkenntnis von Bornas Tod – bei diesem Zuflucht zu finden hoffte. Dort geriet er in Streit mit seinem Gastgeber, einem serbischen Unterfürsten, den er tötete, und floh dann zu Bornas Onkel Ljudemisl. Dieser ließ ihn noch im gleichen Frühjahr auf Druck der Franken ermorden. Die Nachricht von Ljudevits Tod traf im Juni 823 bei einer Reichsversammlung in Frankfurt ein, als gerade neue Maßnahmen zur Niederwerfung des Aufstandes beschlossen werden sollten.

### Bulgarenkrieg, Absetzung
Der Bulgaren-König Omurtag hatte sich 824 und 825 wegen der seit 818 von den Franken wohlwollend gesehenen Rebellion der Timotschanen und Branicevci gegen seine Oberhoheit um eine diplomatische Lösung an Ludwig den Frommen gewandt, jedoch ohne Erfolg.  Als 826 am kaiserlichen Hof das Gerücht umging, Omurtag sei getötet oder vertrieben worden, sandte Kaiser Ludwig den Pfalzgrafen Bertrich und die Grafen Balderich und Gerold an die Grenze mit den Awaren in Karantanien, um Klarheit zu erlangen, aber die drei konnten auch dort nichts Sicheres erfahren ("adhuc de motu Bulgarorum adversum nos nihil se sentire posse"). Im Juni 826 kamen Balderich und Gerold persönlich nach Ingelheim. Balderich hatte noch immer nichts von Kriegsvorbereitungen der Bulgaren zu berichten, und er leitete auch keine angemessenen Vorsorgemaßnahmen ein. Im Sommer 827 wurde er daher vom Einfall der Bulgaren in Pannonien überrascht, als Omurtags Truppen die Donau hinauf segelten und Südost-Pannonien wieder unter bulgarische Kontrolle brachten.
Auf einer Reichsversammlung in Aachen im Februar 828 verfügte Ludwig der Fromme daraufhin Balderichs Absetzung und den Entzug seiner Lehen.  Ebenso erging es den Grafen Matfried von Orleans und Hugo von Tours, denen Versagen in Spanien vorgeworfen wurde.  Balderichs große Mark wurde in vier Grafschaften aufgeteilt: Friaul mit Istrien, Karantanien, Krain mit Liburnien (fränkisches Kroatien), und Savien. Von ihm selbst ist danach nichts mehr zu hören.

## Gründer von Mönchengladbach?
Womöglich stammte Balderich aus der Gegend von Utrecht und ist identisch mit Balderich, einem „Vornehmen des Reiches“, der um 800 die erste Klosterkirche auf dem Gladbacher Abteiberg erbauen ließ und damit als Gründer der späteren Stadt Mönchengladbach gilt. Der Ort und die Klosterkirche wurden später, 954, von den Ungarn zerstört.